# Dorfkirche Nieder Neuendorf
Die Dorfkirche in Nieder Neuendorf gilt als das älteste noch erhaltene Bauwerk in der Stadt Hennigsdorf, zu der Nieder Neuendorf seit 1923 als Ortsteil gehört. Sie stammt aus dem Ende des 15. Jahrhunderts und ist seit der Reformation ein evangelisches Gotteshaus.

## Geographische Lage
Die Nieder Neuendorfer Kirche liegt an der Dorfstraße (Landesstraße 172) im Ortskern. Der Ort liegt im Süden der Stadt Hennigsdorf und grenzt an die Stadt Berlin (Berlin-Hakenfelde). Zwischen Berlin-Spandau und Hennigsdorf verkehrt die Buslinie 136 mit der Haltestelle Zur Baumschule in unmittelbarer Nähe der Kirche. Der nächstgelegene Bahnhof ist in Hennigsdorf an der Kremmener Bahn.
Im Mittelalter lag die Kirche am jetzt wieder erneuerten Pilgerweg Berlin–Wilsnack zur Wunderblutkirche und diente als Andachts- und Raststätte.

## Kirchengebäude

### Baugeschichte/Baubeschreibung
Bereits im 13. Jahrhundert hatte Nieder Neuendorf ein Gotteshaus, wohl eine kleine Kapelle mit Westturm, deren romanische Bauformen und -reste entdeckt werden konnten. Sie ist der Vorgängerbau der jetzigen Kirche und zählt zu den ältesten Sakralbauten der Mark Brandenburg.
Die heutige Kirche wurde als Saalbau zwischen 1490 und 1500 aus Back- und Feldsteinen errichtet, was dendrochronologische Untersuchungen – an Holzbalken durchgeführt – bestätigt haben.
Im 18. Jahrhundert erfuhr das Gotteshaus eine grundlegende Erneuerung, wobei es nach Osten hin um fünf Meter verlängert wurde. Das Kirchenschiff, das mit einem Zeltdach versehen ist, wurde um einen Meter erhöht. Der Westturm ist quadratisch und leicht eingezogen. In seiner Nord- und Südseite befindet sich jeweils ein paariges, schmales Rundbogenfenster in spitzbogigen Blenden. Der Turmhelm hat zu allen vier Seiten hin querrechteckige und mit Lamellen versehene Schallöffnungen. Die schiefergedeckte Turmspitze wird von einer Kugel, Wetterfahne und einem Stern gekrönt. Das verblendete Eingangsportal auf der Turmwestseite ist spitzbogig.
Das Kirchengebäude, das im Jahre 2008 eine umfassende Außeninstandsetzung erfuhr, hat insgesamt sieben bunte bleiverglaste Fenster. Im ersten Halbjahr 2016 fand eine umfassende Innensanierung statt.

### Innenausstattung

#### Altar
Der hölzerne Altar stammt aus dem 18./19. Jahrhundert. Er trägt zwei Leuchter und ein aus Eisenkunstguss hergestelltes Kruzifix. Zur Feier des Hl. Abendmahls werden auch heute noch ein Kelch und eine Patene verwendet, die 1585 von Hans von Klitzing, Sohn des Caspar von Klitzing und späterer Domherr zu Havelberg, gestiftet worden sind.

#### Kanzel
Die Kanzel, ebenfalls aus Holz und im 18./19. Jahrhundert gefertigt, befindet sich im südöstlichen Bereich des Altarraumes. Ihr Korb ist polygonal, die Brüstungsfelder sind einfarbig und ohne jeden Schmuck.

#### Taufbecken
Das aus der Entstehungszeit von Altar und Kanzel stammende hölzerne Taufbecken steht im nordöstlichen Altarbereich. Es hat eine achtseitige Kuppa. Die Taufschale datiert aus dem 15./16. Jahrhundert.

#### Fenster
Buntbleiverglaste Fenster spenden Licht für den Kirchenraum. Zwei hohe, oben flach gewölbte Fenster befinden sich in der nord- und südöstlichen Wand. Im nordöstlichen Fenster ist in der Mitte eine (Tauf-)Schale dargestellt, über der eine Taube (Symbol des Heiligen Geistes) schwebt. Im südöstlichen Fenster befindet sich mittig ein Abendmahlskelch. Beide Fenster wurden nach einem Entwurf von Carl Crodel im Jahre 1948 in der Werkstatt von August Wagner in Berlin-Treptow gefertigt.

#### Wandreliefs
An der Nordwand der Kirche sind zwei Sandsteinreliefs angebracht: ein Epitaph für Caspar von Klitzing und dessen Ehefrau Margareta von Oppen mit jeweiligem Familienwappen aus dem Jahre 1557. Das andere Sandsteinrelief zeigt in Form einer Tempelfassade die Wappen derer von litzing und von Oppen.

#### Emporen
Der Kircheninnenraum verfügt über zwei Emporen: im Norden und im Westen.

#### Orgel
Auf der Nordempore befindet sich die Orgel, die aus dem Jahr 1846 stammt und ein Geschenk der damaligen Gutsherrin von Levetzow war. Es ist das Werk des Potsdamer Orgelbaumeisters Gottlieb Heise und hat ein Manual, sechs Register und Pedal.

#### Glocken

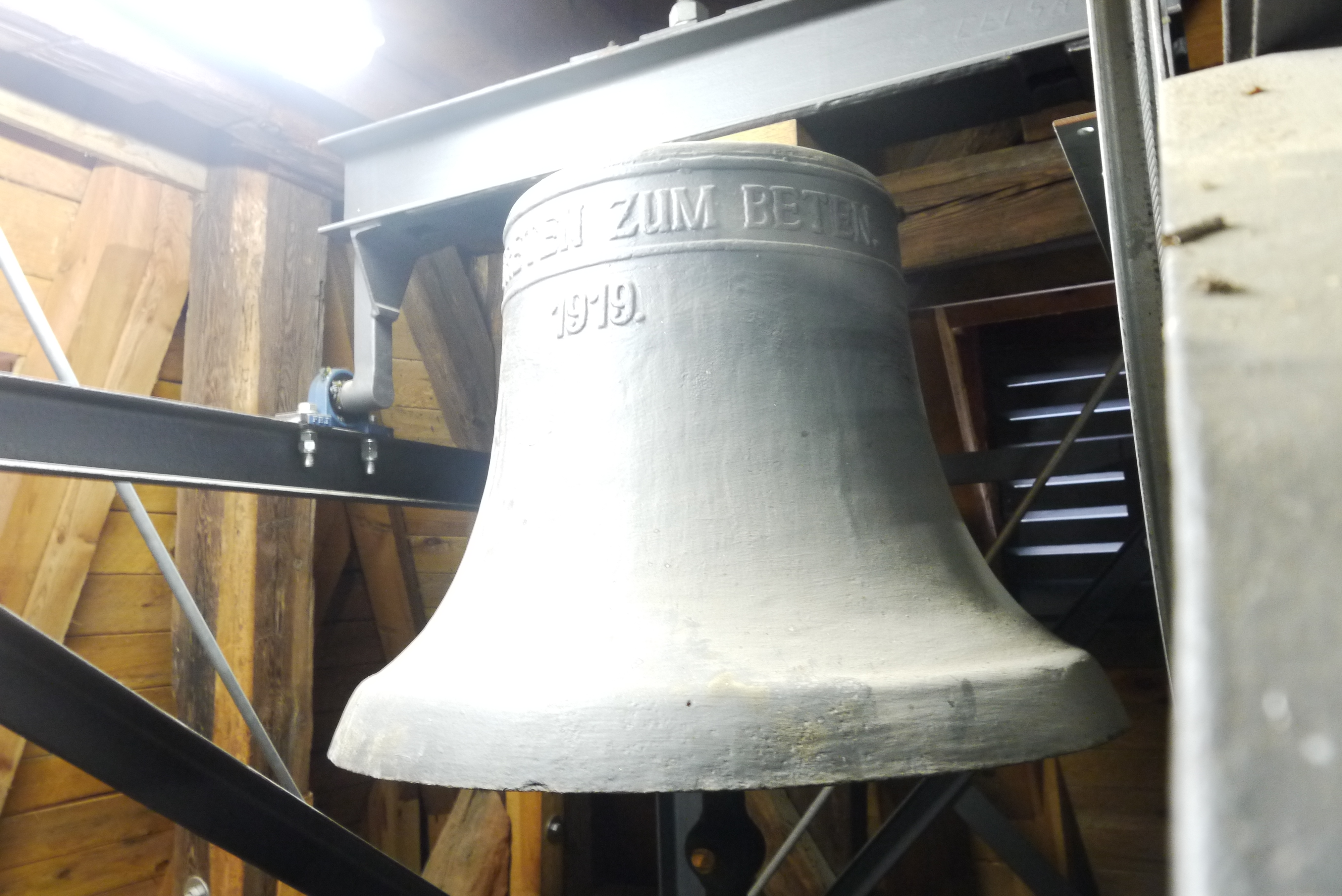
Eine, der drei Glocken

Das Geläut der Kirche besteht aus drei Eisenhartgussglocken, die im Obergeschoss des Turms untergebracht sind.
| Glocke Nr. | Schlagton | Gießer                    | Gussjahr | Inschrift            |
| ---------- | --------- | ------------------------- | -------- | -------------------- |
| 1          | a1        | Glockengießerei in Apolda | 1919     | FRIEDE AUF ERDEN     |
| 2          | c2        | Glockengießerei in Apolda | 1919     | WIR TRETEN ZUM BETEN |
| 3          | e2        | Glockengießerei in Apolda | 1919     | EISEN FUER ERZ       |

Die Nieder Neuendorfer Kirche steht seit 1972 unter Denkmalschutz.

## Kirchengemeinde
Eine Kirchengemeinde gab es in Nieder Neuendorf bereits in vorreformatorischer Zeit. Seit der Reformation ist sie evangelischer Konfession und zählt heute etwa 750 Gemeindeglieder. Das Pfarrhaus (mit Gemeinderaum) steht neben der Kirche, an die sich auf der anderen Seite ein Gemeindegarten anschließt. Dieser ist als „Garten der Generationen“ gestaltet und wurde in Idee und Durchführung im Jahre 2014 ausgezeichnet.
Die Kirchengemeinde Nieder Neuendorf gehört zur Evangelischen Kirche Berlin-Brandenburg-schlesische Oberlausitz und ist in den Kirchenkreis Berlin Nord-Ost im Sprengel Berlin eingegliedert.

## Verweise